# SOSV
SOSV是一家風險投資和投資管理公司，為技術領域的初創企業提供種子，風險和成長階段的資金。該公司的重點是通過其位於歐洲，亞洲和美國的特定市場種子加速器計劃來加速初創企業的發展。SOSV總部位於新澤西州的普林斯頓市，在舊金山，深圳，上海，台北，紐約，科克市和倫敦設有辦事處。